# Прапор Шепетівського району
Прапор Шепетівського району — офіційний символ Шепетівського району Хмельницької області України, затверджений рішенням сесії Шепетівської районної ради 7 лютого 2003 року.

## Опис
Прапором є прямокутне полотнище зі співвідношенням сторін 2:3 поділене білим прямим хрестом на верхні древкову синю і вільну червону та нижню древкову зелену і вільну чорну частини. На синій частині жовте усміхнене сонце.